# (11137) Yarigatake
(11137) Yarigatake (1996 XE19) – planetoida z grupy pasa głównego asteroid okrążająca Słońce w ciągu 5,16 lat w średniej odległości 2,99 j.a. Odkryta 8 grudnia 1996 roku.